# ال‌پی-۱۲
ال‌پی-۱۲ (انگلیسی: LP-12) آگونیست انتخابی و قوی گیرنده ۷ سروتونین 5-HT1A، 5-HT2A و گیرندهٔ D2 دوپامین است. این دارو برای پژوهش دربارهٔ اثرات گیرنده ۷ سروتونین در پدیده‌هایی چون «واژ دردی» یا درد حاصل از یک محرک غیر آسیب‌رسان (Allodynia) و «پردردی» (Hyperalgesia) به‌کار می‌رود.